# 926 هـ
926 هـ هي سنة في التقويم الهجري امتدت مقابلةً في التقويم الميلادي بين سنتي 1520 و1520.

## مواليد
- ابن نجيم
- عبد العالي ابن المحقق الكركي

## وفيات
- سلطان علي المشهدي
- إبراهيم الأنطاكي
- زكريا الأنصاري
- ابن العليف المكي